# Lilay Huser

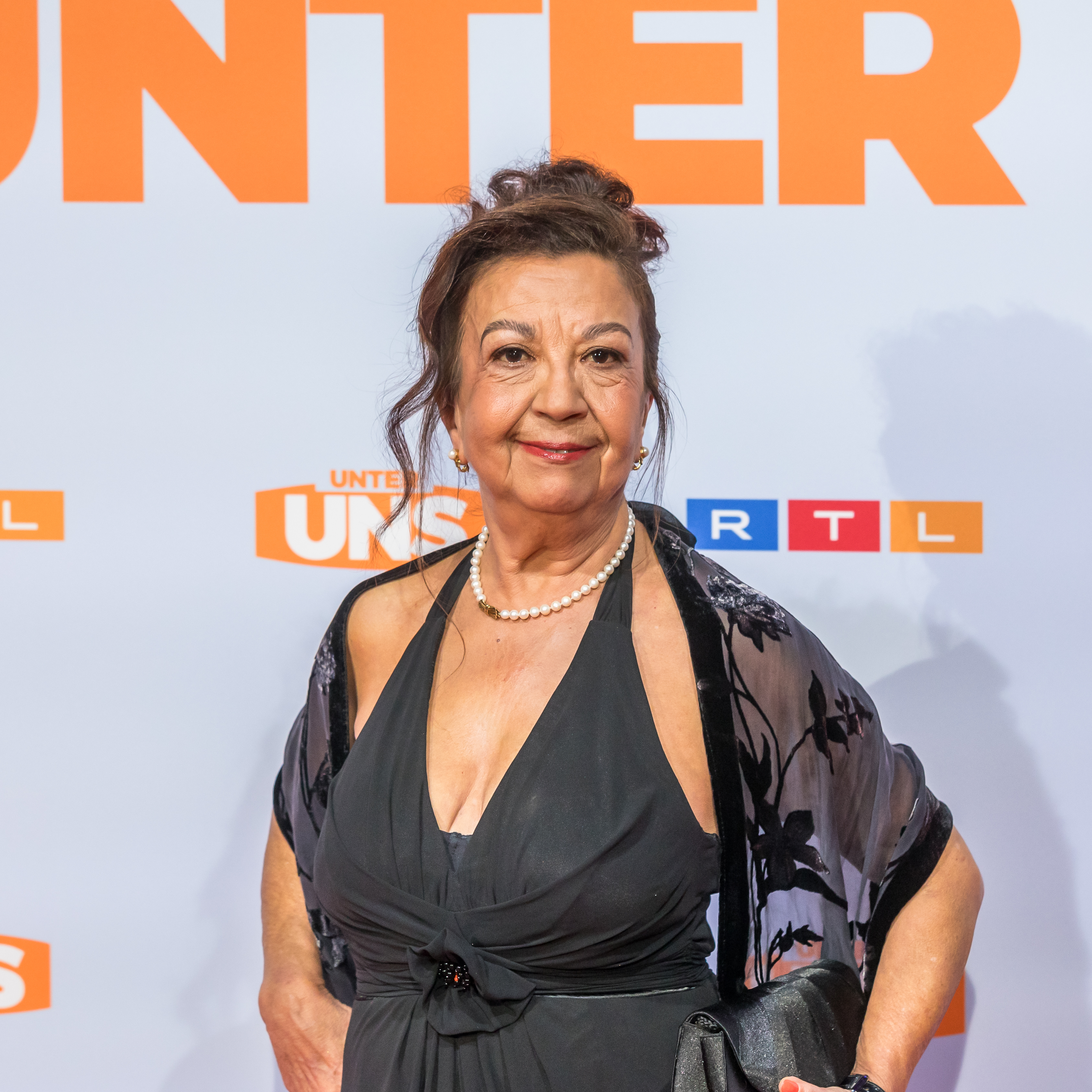
Lilay Huser, 2024

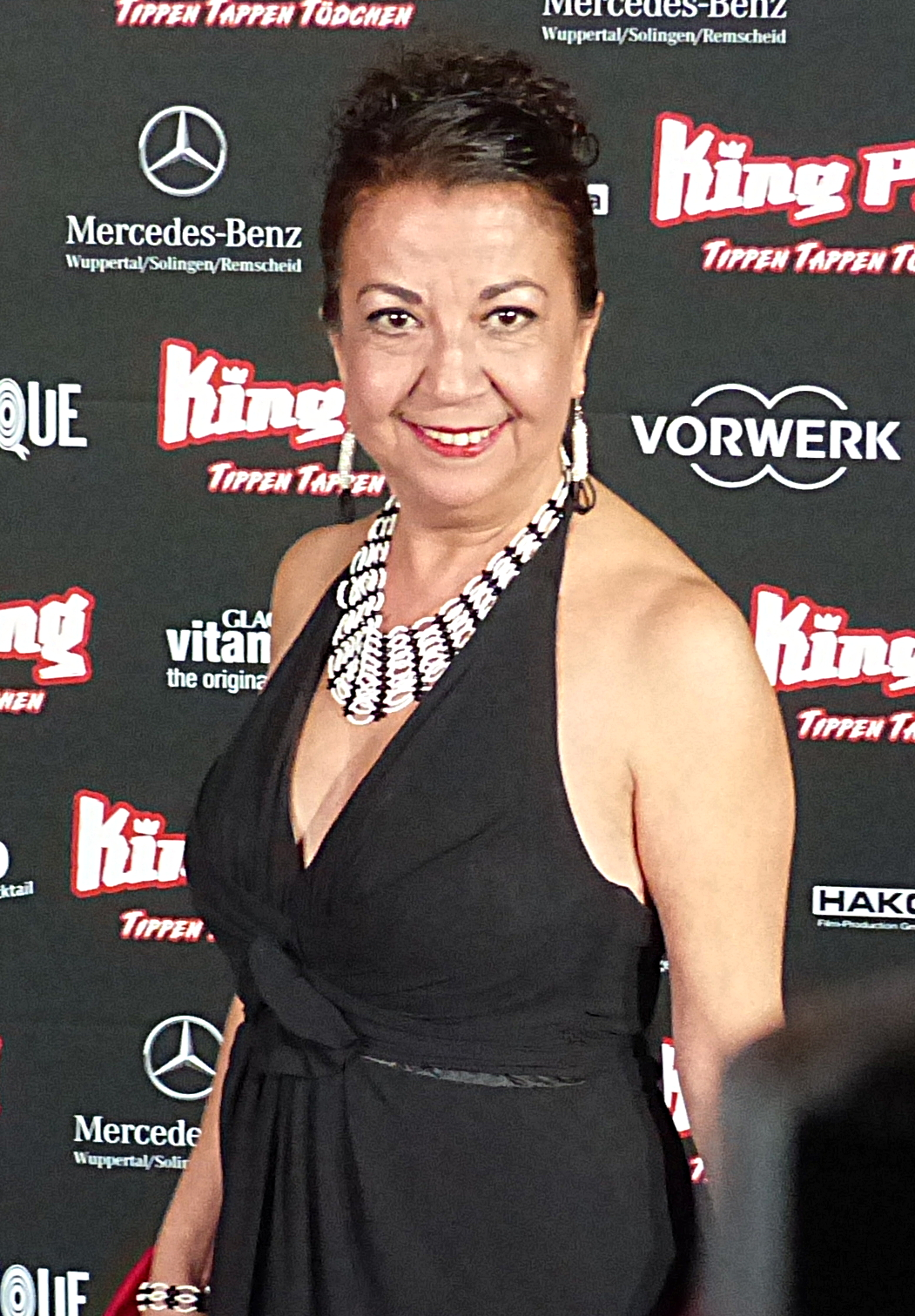
Lilay Huser bei der Deutschlandpremiere zu „King Ping“, in Wuppertal, 2013

Lilay Huser, früher Lilay Erincin (* 1958 in der Türkei), ist eine deutsche Schauspielerin türkischer Herkunft.

## Berufliche Entwicklung und Karriere
Mit dem Berufsziel Diplom-Textilingenieurin zog die gebürtige Türkin 1978 zum Studieren nach Krefeld und später nach Wuppertal. Huser hatte aber damals bereits eine Affinität zum Theater. So wirkte sie ab 1986 vermehrt in der interkulturellen Theaterszene Nordrhein-Westfalens, spielte beispielsweise am Kölner Arkadaş Theater und war Mitbegründerin des Wupper-Theaters.
Seit 2000 war Huser (zunächst unter dem Namen Erincin) in Filmrollen zu sehen, häufig im Fernsehen, z. B. in Fernsehkrimis wie Tatort. Feste Serienrollen waren „Fatma Melek“ in König von Kreuzberg (2005) oder „Oma Öztürk“ in Türkisch für Anfänger (2008). Es folgten auch größere Rollen in Kinofilmen wie Chiko (2008), Evet, ich will! (2008), What a Man (2011) oder in einer der Hauptrollen in Almanya – Willkommen in Deutschland (2011) gemeinsam mit ihrem früheren Ehemann Vedat Erincin.

## Filmografie (Auswahl)
- 2005: König von Kreuzberg
- 2005: Großstadtrevier
- 2008: Türkisch für Anfänger
- 2008: Chiko
- 2008: Evet, ich will!
- 2010: Der letzte Bulle (1x1)
- 2011: Almanya – Willkommen in Deutschland
- 2011: What a Man
- 2013: Notruf Hafenkante – Gefüllter Fisch
- 2013: Systemfehler – Wenn Inge tanzt
- 2013: King Ping – Tippen Tappen Tödchen
- 2014: Monaco 110: Einstand
- 2015: Notruf Hafenkante – Paulines Fall
- 2015: Macho Man
- 2015: Familie verpflichtet
- 2016: Alarm für Cobra 11 – Die Autobahnpolizei
- 2016: Die Pfefferkörner: Goldqueen liebt dich
- 2019: Toni, männlich, Hebamme – Daddy Blues
- 2020: SOKO Kitzbühel: Die falschen Fremden
- 2022: WaPo Duisburg: Sprung ins kalte Wasser
- 2022: Kreuzfahrt ins Glück: Hochzeitsreise nach Kreta
- 2022, 2025: SOKO Potsdam: Game over, Einmal Schlaatz, immer Schlaatz, Eure Welt, unsere Welt
- 2023: Sturm der Liebe
- 2024: Alle nicht ganz dicht (Fernsehfilm)
- 2024: Unter uns